# Авионско платно
Авионско платно је платно нарочитог облика, које се некада користило за везу авиона са земљом. Постоји их више врста.

## Платна за распознавање
Платна за распознавање имале су све јединице а служила су за скретање пажње авионима да би могли лакше одржати везу са земљом. Она би била увек развијена, осим у случају појаве непријатељских авиона.

## Стрељачка платна
Стрељачка платна служила су за обележавање предње линије — стрељачког строја. Друге јединице нису смеле да их развијају. То су била обична мала платна, а ако ових није било онда су се могле употребити резервне превлаке, рупци, убруси, џепна огледала, обична бела хартија итд. Платна би се могла развијати у одређено време, по наређењу старешине или на позив авиона „Где сте?“ који се унапред уговори. Ма на чији захтев да су развијена, не би се скидала док авион не да знак „Разумем“. Ипак, она нису смела да стоје развијена дуже од десет минута. Да би извиђач боље видео, могла су се померати. Пажња се могла скренути авиону или сигналним мецима или бенгалском ватром или ма чим другим.

## Сигнална платна
Сигнална платна имала су нарочит облик а служила су за давање унапред уговорених сигнала разним постављењем једног у односу на друго. Требало их је поставити на погодна места, па макар и била виђена од непријатеља. У војсци Краљевине Југославије, њима је руковао антенски официр.

## Извор
- Овај чланак, или један његов део, изворно је преузет из Илустроване војне енциклопедије: Срећковић, Боривоје М. (1936). „АВИОНСКА ПЛАТНА” (PDF). Илустрована војна енциклопедија (PDF). I. Београд.